# Вороняк Микола Михайлович

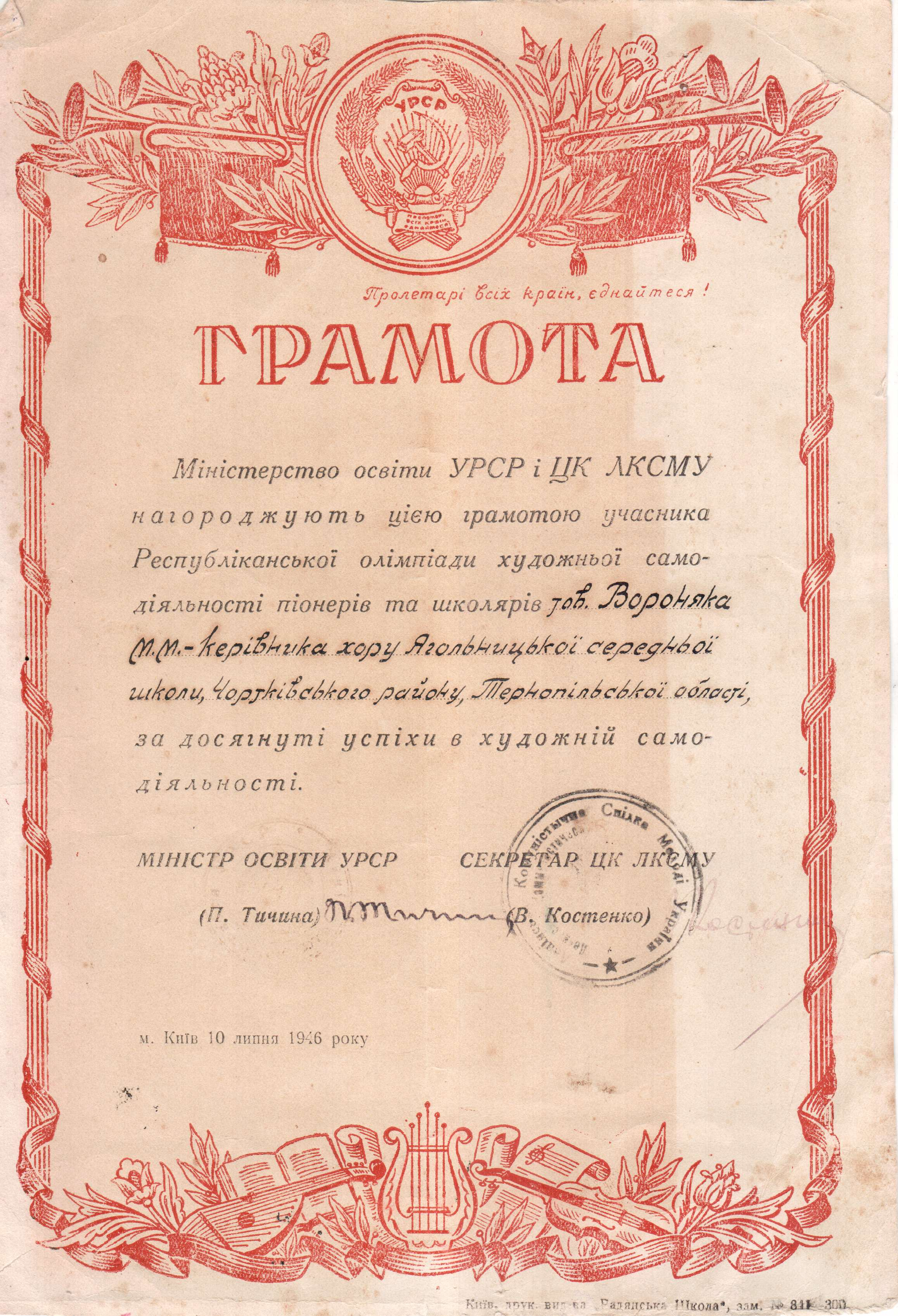

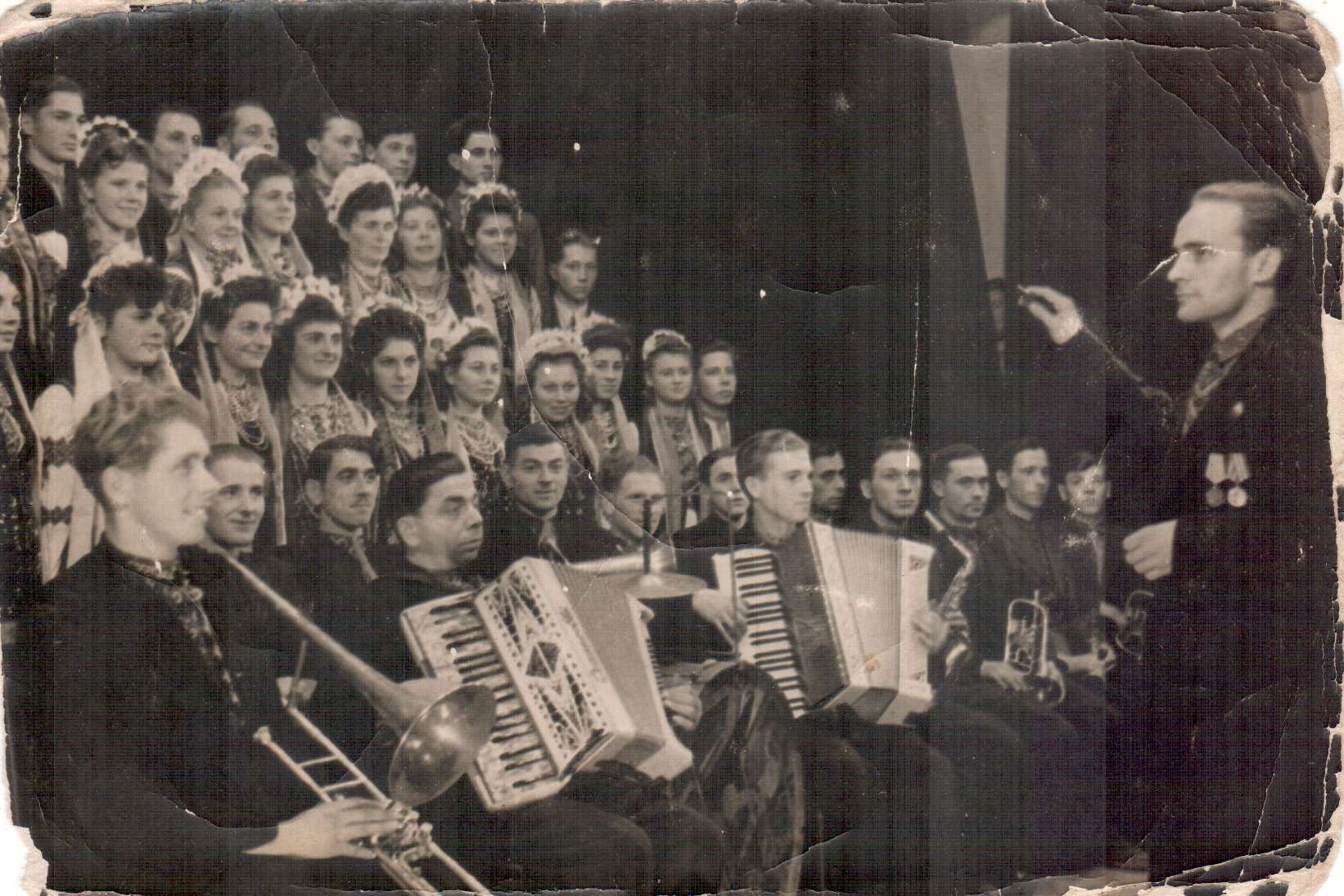

Вороняк Микола Михайлович (27 грудня 1922, с. Ванівка (Лемківщина) Короснянського повіту тепер «Węglówka», Польща — 26 червня 1974, Тернопіль, Україна) — диригент, композитор, художній керівник, хормейстер.

## Життєпис
Уся сім'я Вороняків була музична, дідусь грав на скрипці, батько на кларнеті. Микола опановує ці інструменти, тягнеться до інших. Перед війною закінчив гімназію у м. Коросно (Польща). У вересні 1939 р. стає студентом Львівської консерваторії ім. М. Лисенка, та війна обриває усі плани. У 1945 р. насильно із родиною (операція «Вісла») виселений в Україну с. Нагірянка, Чортківського району, Тернопільської області. Уже в 1946 році організував та керував хором місцевої середньої школи, який на Республіканській олімпіаді в м. Київ 1946 року здобув друге місце. Хор виконував численні лемківські пісні. 
В 1947 році вдруге вступив у Львівську консерваторію ім. М. Лисенка на спеціальність кларнет, під час навчання удосконалив гру на декількох інструментах, зокрема його улюбленому інструменті саксофон. Під час навчання у консерваторії познайомився із С.Крушельницькою та відвідував її уроки.
1952 року після закінчення навчання, створив у Тернополі хорову капелу, якій було присвоєно звання народної, був її диригентом. Протягом 1952—1962 років гастролював із нею містами України, Росії, Закавказзя, відвідував Китай.

Підніс капелу до високого виконавського рівня. Він вдало підбирав талановитих співаків як із музичною освітою, так і з чудовими голосами з художньої самодіяльности. На його переконання, важливо було в хорі підібрати добрі голоси середньої ланки — альти, які повинні у співі добре поєднувати жіночі і чоловічі партії. Прагнув до високої культури у всьому: до майстерності виконання і навіть у виході співаків на сцену. У концерти капели вводив, крім хорових творів, ансамблі, квартети, дуети і солістів, що сприяло багатожанровості репертуару. Домагався високого класу акапельного співу, підбирав класичний репертуар з опер Миколи Лисенка, Петра Чайковського, Россіні, кантати, твори героїко-патріотичного змісту: «Вічний революціонер», «Ой закувала та сива зозуля», «Реве та стогне Дніпр широкий». Намагався подати пісню у своїй інтерпретації, часто в обробці «Полонез» Огінського, «Верховино, мати моя» Машкіна або польські народні грайливо-жартівливі, лемківські пісні, 
З цього приводу кореспондент газети «Уманська зоря» 1 серпня, 1954, писав: ''Зал зразу відчув майстерність співаків, диригента. Залягла та тиша, коли сотні людей, здається, тамують не лише подих, а й биття серця. Капела показала чудову хорову культуру. Дириґент М. Вороняк зумів домогтися того, що хор у нього  ніби єдиний досконалий організм, ніби чутливий інструмент, що миттєво відгукується на найменший подих руки. Відчувається велика вдумлива робота над розкриттям змісту кожного з вокальних творів".
М. Вороняк допомагав художньому становленню музичних колективів Тернопільщини: Мельнице-Подільському оркестру народних інструментів, Струсівській заслуженій народній капелі бандуристів, Лемківському народному хору с. Лошніва, Микулинецькому тирольському оркестру. Його капела брала участь у виставах «Наливайко» і «Повія» Тернопільського театру під час гастролей у Києві, виступала по телебаченню. З 1967 р. очолював об'єднання композиторів Тернопільщини.
Останні десять років 1964—1974 після ампутації ноги, працював художнім керівником Тернопільської філармонії. Тричі обирався депутатом Тернопільської Ради депутатів та трудящих, постійно був головою спілки самодіяльних композиторів, шефствував над художньою самодіяльністю міста та області.

## Нагороди
За відмінну роботу неодноразово нагороджувався грамотами Міністерства культури УРСР та СРСР, був нагороджений орденом «Знак Пошани». 4 жовтня 1973 року Указом Президії Верховної Ради УРСР йому було присвоєно почесне звання Заслуженого працівника культури УРСР.
М. Вороняку належить велика заслуга в справі розвитку і популяризації скарбів пісенної та музичної культури лемків.
26 грудня 1992 року родиною Вороняків спільно із керівництвом Тернопільської обласної філармонії, був організований вечір спогад, і 70-ліття з дня народження маестро Миколи Вороняка.